# Campbell, Kalifornien
Campbell är en stad i Santa Clara County, Kalifornien, en förort till San Jose och en del av Silicon Valley i San Francisco Bay Area. Campbell har en befolkning på 39.200 (2007). Fastän ej en stor högteknologisk stad med många elektronikföretag som många av sina grannstäder så är Campbell ursprungshem för eBay och dess skapare Pierre Omidyar.